# Dingtuna
Dingtuna – miejscowość (tätort) w Szwecji, w regionie administracyjnym (län) Västmanland, w gminie Västerås.
Według danych Szwedzkiego Urzędu Statystycznego liczba ludności wyniosła: 1021 (31 grudnia 2015), 1032 (31 grudnia 2018) i 1023 (31 grudnia 2019).
W miejscowości jest przystanek kolejowy Dingtuna.